# Colonia Buenos Aires, Durango
Colonia Buenos Aires är en ort i Mexiko.   Den ligger i kommunen Lerdo och delstaten Durango, i den centrala delen av landet, 800 km nordväst om huvudstaden Mexico City. Colonia Buenos Aires ligger 1 192 meter över havet och antalet invånare är 164.
Terrängen runt Colonia Buenos Aires är kuperad söderut, men norrut är den platt. Terrängen runt Colonia Buenos Aires sluttar norrut. Runt Colonia Buenos Aires är det ganska tätbefolkat, med 96 invånare per kvadratkilometer. Närmaste större samhälle är Torreón, 6,4 km nordost om Colonia Buenos Aires. Omgivningarna runt Colonia Buenos Aires är i huvudsak ett öppet busklandskap.